# Tadarida aegyptiaca
Tadarida aegyptiaca (E.Geoffroy, 1818) è un pipistrello della famiglia dei Molossidi diffuso in Africa e nell'Asia centrale e meridionale.

## Descrizione

### Dimensioni
Pipistrello di medie dimensioni, con la lunghezza totale tra 91 e 131 mm, la lunghezza dell'avambraccio tra 42 e 55 mm, la lunghezza della coda tra 30 e 50 mm, la lunghezza del piede tra 7 e 12 mm, la lunghezza delle orecchie tra 16 e 26 mm e un peso fino a 22 g.

### Aspetto
La pelliccia è corta e alquanto lucida. Le parti dorsali sono grigie, bruno-grigiastre, bruno-rossastre, bruno-nerastre o nere, spesso più scure sulla testa ed i fianchi, mentre le parti ventrali sono più chiare e brizzolate. La superficie ventrale degli avambracci è priva di peli e biancastra. Il muso è lungo, troncato, con il labbro superiore che si estende ben oltre quello inferiore e ricoperto su ogni lato da 5 pliche cutanee e da piccole setole spatolate. Le orecchie sono relativamente lunghe, triangolari ed unite alla base anteriore. Il trago è grande, rettangolare e ben visibile dietro l'antitrago il quale è semi-circolare. Le membrane alari sono marroni e semi-trasparenti. È presente un cuscinetto carnoso sulla pianta dei piedi. La coda è lunga, tozza e si estende per più della metà oltre l'uropatagio. Una sacca golare è presente in entrambi i sessi. Il cariotipo è 2n=48 FNa=54. In Sudafrica il numero cromosomico è 2n=68.

### Ecolocazione
Emette ultrasuoni sotto forma di impulsi di lunga durata, alta intensità e frequenza modulata iniziale di 26 kHz, finale di 15 kHz e con massima energia a 18 kHz. Sono spesso frequenti fino a 3 armoniche. 

## Biologia

### Comportamento
Si rifugia in gruppi da alcune decine a diverse migliaia di individui fenditure, pareti ed ammassi rocciosi, muri, vecchi edifici e templi. Forma vivai in estate nel Sudafrica. Il volo è rapido e diretto.

### Alimentazione
Si nutre di insetti come coleotteri, falene, ortotteri, vespe, termiti, mosche, millepiedi, ragni ed altri grandi artropodi sia in volo che raccolti al suolo.

### Riproduzione
Danno alla luce un solo piccolo all'anno tra novembre e dicembre dopo una gestazione di 4 mesi. I maschi raggiungono la maturità sessuale al secondo anno mentre le femmine al primo.

## Distribuzione e habitat
Questa specie è diffusa in maniera discontinua in Africa, Penisola Arabica, Asia centrale e Subcontinente indiano.
Vive in diversi tipi di habitat, dalle zone aride alle vallate e colline umide.

## Tassonomia
Sono state riconosciute 5 sottospecie:
- T.a.aegyptiaca: Mauritania, Marocco, Algeria, Niger, Nigeria, Sudan, Eritrea, Uganda, Kenya, Repubblica Democratica del Congo, Zambia sud-orientale, Mozambico occidentale, Zimbabwe, Botswana, Lesotho, Swaziland, Sudafrica; Arabia Saudita sud-occidentale, Yemen, Oman orientale;
- T.a.bocagei (Seabra, 1900): Zambia occidentale, Angola, Namibia;
- T.a.sindica (Wroughton, 1919): province pakistane del Sindh e Punjab; Afghanistan centro-orientale, Iran centro-meridionale;
- T.a.thomasi (Wroughton, 1919): stati indiani dell'Andhra Pradesh, Gujarat, Karnataka, Kerala, Madhya Pradesh, Maharashtra, Rajasthan, Tamil Nadu; Sri Lanka;
- T.a.tragatus (Dobson, 1874): Bangladesh e stato indiano del West Bengal.

## Conservazione
La IUCN Red List, considerato l'ampia diffusione e la relativa abbondanza, classifica T.aegyptiaca come specie a rischio minimo (Least Concern)).